# 氣泡光面介
氣泡光面介（学名：Xestoleberis bulbous）为光面介科光面介屬下的一个种。